# إرنست فاست
إرنست فاست (بالسويدية: Ernst Fast)‏ هو عداء مسافات طويلة سويدي، ولد في 21 يناير 1881 في ستوكهولم في السويد، وتوفي في 26 أكتوبر 1959 في Sigtuna Municipality ‏ في السويد.

## وصلات خارجية
- إرنست فاست على موقع اللجنة الأولمبية الدولية (الإنجليزية)
- إرنست فاست على موقع أوليمبيديا (الإنجليزية)
- إرنست فاست على موقع اللجنة الأولمبية السويدية (السويدية)